# Melikof Karaian
Melikof Karaian (armenisch Մելիքոֆ Քարայան; * 18. September 1938 in Istanbul, Türkei; † 23. November 2023 in Salzburg/Land Salzburg, Österreich) war ein Komponist und Musikpädagoge armenischer Herkunft.

## Leben
Karaian wuchs in Lateinamerika auf und studierte nach privatem Unterricht ab 1958 an der Musikhochschule von Santiago de Chile Komposition und Musikwissenschaft. Er lebte ab 1974 in Österreich und unterrichtete ab 1977 am Mozarteum in Salzburg Tonsatz, Gehörbildung und Formenlehre. 1994 erhielt er eine Professur. Neben Kammermusik, Klavier- und Vokalwerken komponierte er u. a. Cantico „200“ für Orchester, eine Cantata Breve für Solo, Chor und Orchester und die Kammeroper El Cuadro (nach Eugène Ionesco).  